# 坪内滄明
坪内 滄明（つぼうち そうめい、1939年2月13日 - 2006年7月13日）は、愛知県生まれの日本画家。本名、坪内 完剛（つぼうち さだよし）。晩年は神奈川県に在住していた。
伝統的な日本画（風景画）を得意としたが、花鳥画なども描いた。
挿絵画家である中村岳陵に師事し、1960年には日展初入選。その後も日展、新日展で特選・白寿賞や菊花賞、日本芸術院賞などを受賞し、1981年には文部大臣賞を受賞。
日展評議員、日展常務理事なども勤めた。